# Expedia
Expedia è un sito web statunitense di viaggi lanciato nel 2001 da Expedia Group, azienda fondata nel 1996 (già di proprietà della Microsoft, da cui poi si è scorporata nel 1999), con versioni in lingua per trenta nazioni (Argentina, Australia, Austria, Belgio, Brasile, Canada, Danimarca, Finlandia, Francia, Germania, Hong Kong, Indonesia, India, Irlanda, Italia, Giappone, Corea del Sud, Malaysia, Messico, Paesi Bassi, Nuova Zelanda, Norvegia, Filippine, Singapore, Spagna, Svezia, Taiwan, Thailandia, Regno Unito, Stati Uniti e Vietnam). L'azienda è proprietaria di diversi siti web, che sono principalmente aggregatori di tariffe di viaggio e motori di ricerca di viaggio, e includono CarRentals.com, CheapTickets, Expedia.com, HomeAway, Hotels.com, Hotwire.com, Orbitz, Travelocity e Trivago.
Tramite Expedia è possibile prenotare biglietti d'aereo, hotel, automobili a noleggio, crociere, pacchetti vacanza e vari servizi attraverso internet o telefono. Il sito utilizza vari sistemi di prenotazione come Amadeus, il sistema di prenotazioni per voli ed aerei del Sabre, Worldspan e Pegasystems, oltre al proprio sistema di prenotazioni, utilizzato anche da altri siti del gruppo Expedia Group. Ogni utente può scrivere recensioni su alberghi, appartamenti, b&b, ecc. ma solo se è stata fatta una prenotazione.
Expedia non permette di prenotare viaggi aerei per Cuba, anche da destinazioni esterne agli Stati Uniti e cittadini non-statunitensi. La limitazione non viene (aprile 2018) esplicitata, anzi il sito risulta in qualche modo fuorviante. Ad esempio, alla data del 5 aprile 2018, il motore di ricerca accettava Havana, Cuba, come destinazione salvo poi proporre voli con destinazione Keywest in Florida, come aeroporto più vicino.